# Alice Amsden
Alice Hoffenberg Amsden (Nueva York, 27 de junio de 1943 - Cambridge, 14 de marzo de 2012) fue una economista y profesora estadounidense, se especializó en economía política y el desarrollo económico dirigido por el Estado. Durante las últimas dos décadas de su carrera, fue profesora de Economía Política Barton L. Weller en el Instituto de Tecnología de Massachusetts.
Amsden era conocida por su trabajo sobre el estado desarrollista, que argumentó que la industrialización dirigida por el estado era una alternativa viable a la industrialización orientada al mercado de América del Norte y Europa. Su beca se centró en la puesta al día de las economías de industrialización tardía, en particular los "Tigres asiáticos". Amsden descubrió que su crecimiento se logró a través de la intervención del gobierno que estableció políticas de control de precios y sustitución de importaciones, promovió el aprendizaje organizacional y dispuso "mecanismos de control recíproco" entre los estados y las empresas privadas. Su trabajo es visto como una refutación del Consenso de Washington y las teorías económicas neoclásicas que buscaban restringir la intervención estatal en el proceso de desarrollo.

## Biografía
Nacida en el borough de Brooklyn en Nueva York, Amsden recibió su licenciatura de la Universidad Cornell y su doctorado de la Escuela de Economía de Londres. Amsden comenzó su carrera como economista en la Organización para la Cooperación y el Desarrollo Económicos (OCDE) y enseñó en la Universidad de California en Los Ángeles, en Barnard College de la Universidad de Columbia, en la Escuela de negocios Harvard y en The New School antes de ser nombrada profesora del Instituto de Tecnología de Massachusetts en 1994. Permaneció en el Departamento de Estudios y Planificación Urbana del MIT hasta su fallecimiento en 2012.
Además de enseñar y escribir, fue consultora del Banco Mundial, la OCDE y varias organizaciones dentro de las Naciones Unidas. En 2002, recibió el Premio Leontief del Global Development and Environment Institute y fue nombrada una de las 50 visionarias más importantes por Scientific American por su premisa de que las políticas económicas de talla única no son adecuadas para los países pobres que buscan industrializarse. En 2009, fue nombrada por el secretario general de las Naciones Unidas para un puesto de 3 años en el Comité de Políticas de Desarrollo de la ONU, una subsidiaria del Consejo Económico y Social de las Naciones Unidas. El comité de 24 miembros proporciona aportaciones y asesoramiento independiente al consejo sobre cuestiones emergentes de desarrollo intersectorial y sobre cooperación internacional para el desarrollo.
Amsden escribió varios libros sobre la industrialización de los países en vías de desarrollo. Su trabajo enfatizó la importancia del estado como facilitador y guía del desarrollo económico. También vio el conocimiento como un determinante crucial del crecimiento económico. Sus libros incluyen Asia's Next Giant: South Korea and Late Industrialization y The Rise of the Rest. En el primero se concentró en el desarrollo de Corea del Sur y en el segundo comparó las experiencias de varios países en desarrollo, principalmente países de Asia oriental y América Latina.
En 2012, Amsden falleció repentinamente en su casa en Cambridge, Massachusetts a la edad de 68 años.

## Libros
Además de numerosos artículos de revistas, Amsden publicó:
- El papel de las élites en el desarrollo económico, Oxford University Press, 2012, (con Alisa Di Caprio y James A. Robinson). ISBN 9780198716433.
- Escape from Empire: El viaje del mundo en desarrollo a través del cielo y el infierno, MIT Press, 2007. ISBN 9780262513159.
- Más allá del desarrollo tardío: políticas de mejora de Taiwán, MIT Press, 2003, (con Wan Wen Chu).
- The Rise of "The Rest": Challenges to the West From Late-Industrializing Economies, Oxford University Press, 2001.
- The Market Meets Its Match: Restructuring the Economies of Eastern Europe, Harvard University Press, 1994 (con Jacek Kochanowicz y Lance Taylor). ISBN 9780674549845.
- El próximo gigante de Asia: Corea del Sur y la industrialización tardía, Oxford University Press, 1989. Premiado como "Mejor libro en economía política", Asociación Estadounidense de Ciencias Políticas, 1992. ISBN 9780195076035.